# Dalbergplatz
Der Dalbergplatz ist ein Platz im Frankfurter Stadtteil Höchst mit einer Grundfläche von knapp 1.800 Quadratmetern.

## Name
Der Name Dalbergplatz entstammt dem Volksmund und ist nicht amtlich. Er bezieht sich auf Karl Theodor von Dalberg (1744–1817), den letzten mainzischen Kurfürsten und damit Landesherrn von Höchst. Die amtlichen Straßennamen und die Hausnummern am Dalbergplatz sind die der einmündenden Königsteiner Straße, Hostatostraße, Dalbergstraße und Kasinostraße.
Im November 2006 stellte die SPD-Fraktion im Ortsbeirat 6 einen Antrag, den Platz auch offiziell in Dalbergplatz umzubenennen, die Vorlage wurde einstimmig angenommen. Dies wurde vom Magistrat mit Hinweis auf die bestehende Straßenbenennung und Hausnummerierung abgelehnt, eine Umbenennung bedeute für die Anlieger – insbesondere die Geschäftsleute – unzumutbaren Aufwand wegen der Adressänderung. Es wurde jedoch der Kompromiss angenommen, auf dem Platz eine Gedenktafel an die Familie von Dalberg aufzustellen. Die Straßenschilder sollen mit Ergänzungstafeln versehen werden, auf denen auf den Dalbergplatz verwiesen wird.

## Verkehr
Der Dalbergplatz ist ein wichtiger Verkehrsverteiler in Höchst, er gilt als das östliche Eingangstor des Stadtteils. Fast sämtliche Buslinien des  Frankfurter Nahverkehrs und des Busverkehrs aus dem Taunus, die durch Höchst fahren, werden über den Dalbergplatz Richtung Höchster Bahnhof geführt.
Die den Platz von Süden nach Norden kreuzende Königsteiner Straße ist im südlichen Teil Fußgängerzone, nördlich des Dalbergplatzes ist sie eine wichtige Einfallstraße aus dem Vordertaunus nach Höchst. Die Kasinostraße mündet östlich ein. Aus ihr wird der gesamte aus Richtung Nied kommende Verkehr durch Höchst geleitet. Er verzweigt sich am Dalbergplatz nach Norden über die Königsteiner Straße Richtung Unterliederbach oder über die Hostatostraße und die Dalbergstraße in Richtung Westen nach Zeilsheim und Sindlingen.
Bis zum Jahr 2006 war der Dalbergplatz eine ampelgeregelte Kreuzung mit einer Mittelinsel. Er wurde bis zum Herbst 2007 zu einem Kreisverkehr umgebaut, um die Verkehrsströme besser lenken zu können. Mit gleichzeitiger Eröffnung der Tangentialroute im Westen Höchsts über die Leunabrücke zur B40a soll der von und nach Nied fließende Verkehr um Höchst geleitet und dessen Zentrum verkehrsberuhigt werden. Eine Verkehrszählung im Sommer 2008 ergab allerdings, dass die Umgehung nur wenig angenommen wird, so dass der Dalbergplatz weiterhin einer starken Verkehrsbelastung ausgesetzt ist.

## Bebauung

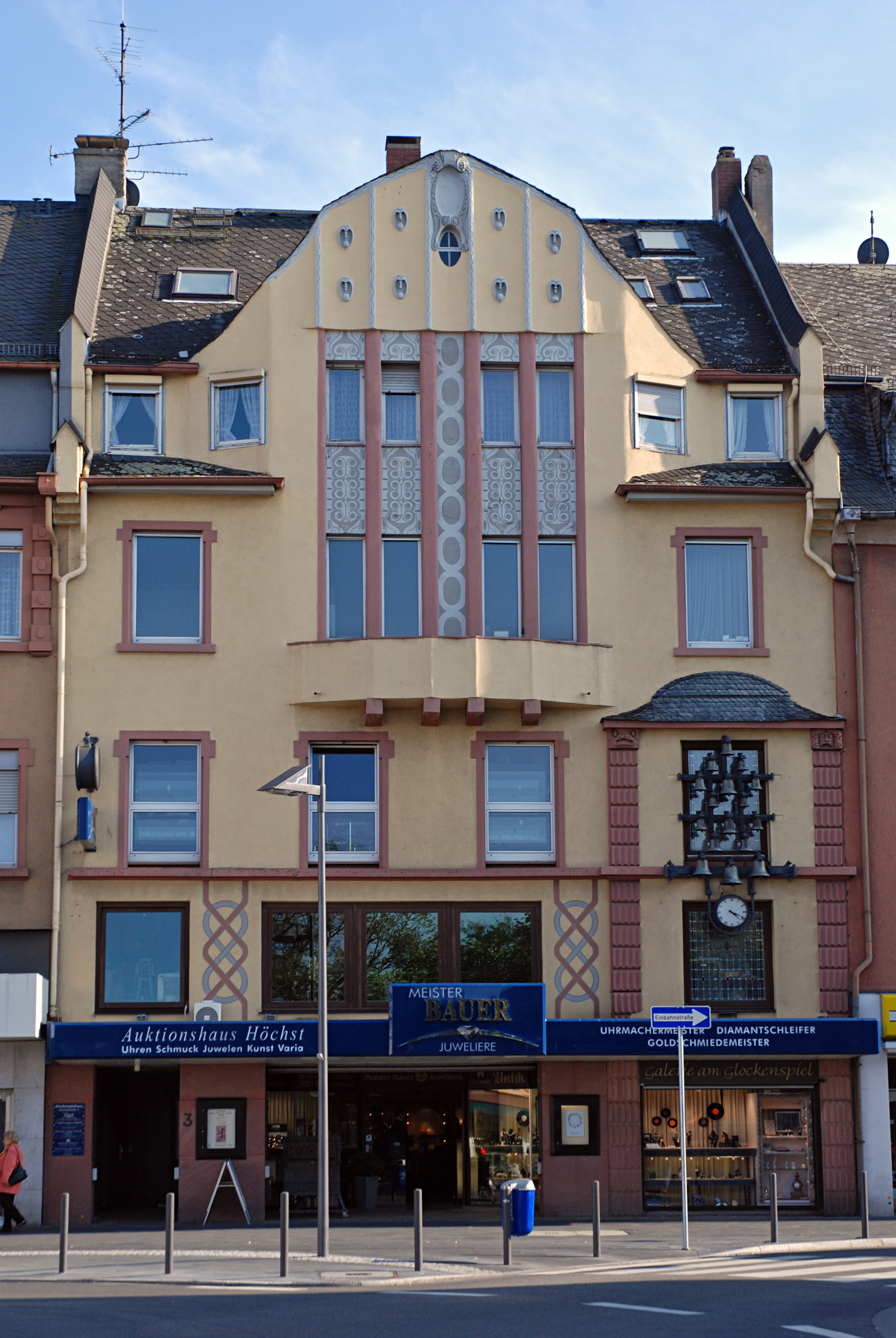
Glockenspielhaus

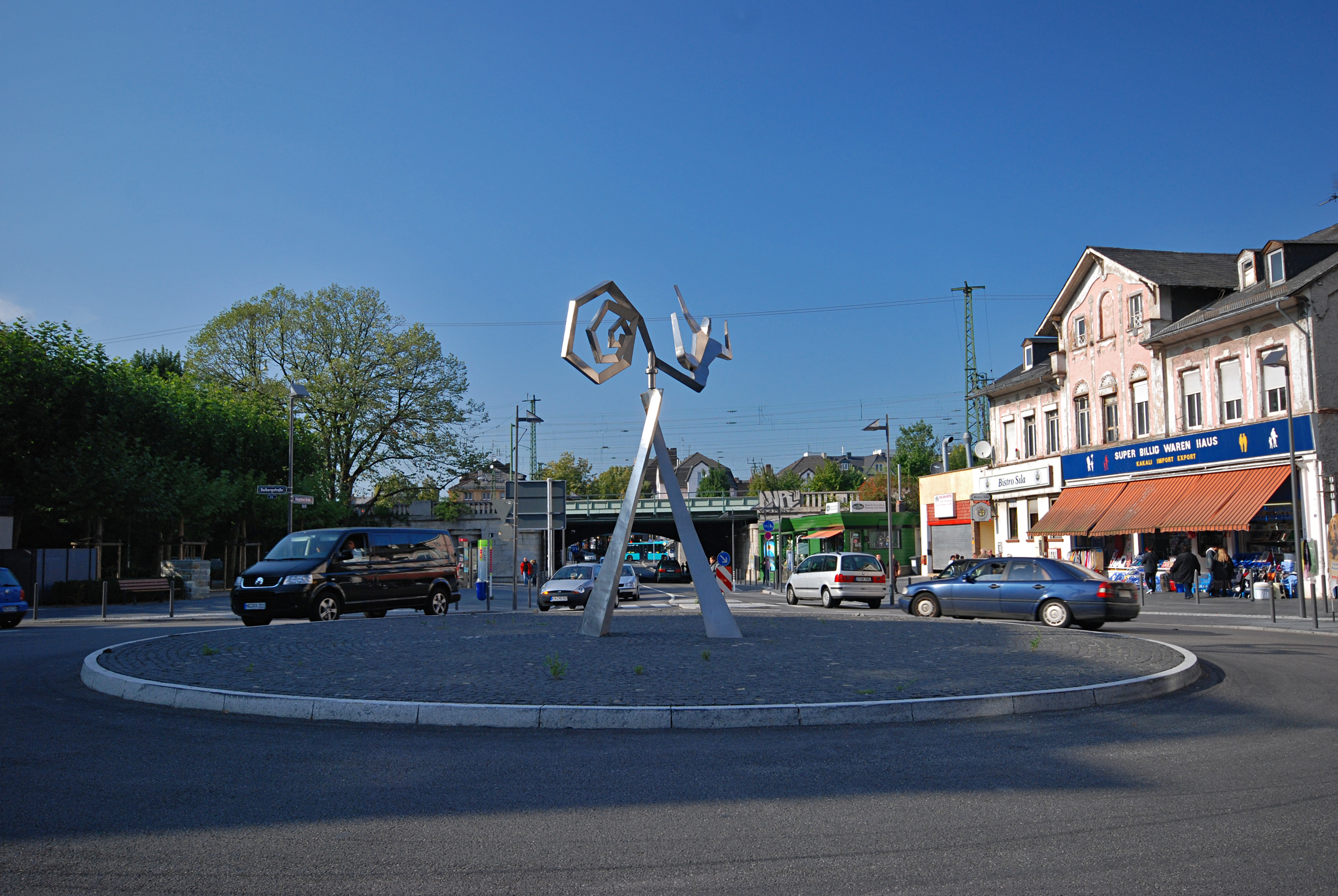
Die Windsbraut

Die Bebauung rund um den Dalbergplatz stammt entsprechend der städtebaulichen Entwicklung Höchsts überwiegend aus der Gründerzeit und dem Jugendstil. Lediglich das Eckhaus zwischen Hostatostraße und Dalbergstraße ist ein Neubau aus den 1980er Jahren. In den unteren Etagen der Häuser befinden sich Ladengeschäfte, in den Obergeschossen Praxisräume und Wohnungen. Bei den meisten Häusern ist die Bausubstanz gut erhalten, einzelne Gebäude sind jedoch stark renovierungsbedürftig und werden trotz Auflagen des Denkmalschutzes von den Eigentümern vernachlässigt.
Im Nordwesten grenzt der Dalbergplatz an die Bruno-Asch-Anlage, die sich bis zum Höchster Bahnhof erstreckt. Sie ist eine der wenigen expressionistischen Gartenanlagen Deutschlands. Im Norden wird der Platz durch die Eisenbahnüberführung Königsteiner Straße abgeschlossen. Über die Eisenkonstruktion aus den 1920er Jahren verläuft die Strecke der Taunus-Eisenbahn.

## Sehenswürdigkeiten
Das Haus Hostatostraße 3 ist an der Fassade mit einem Glockenspiel geschmückt, das regelmäßig schlägt. Es wird daher Glockenspielhaus genannt. Hier befindet sich das Frankfurter Uhren- und Schmuckmuseum.
Seit dem April 2008 steht in der Mitte des Kreisverkehrs auf dem Dalbergplatz die Stahlskulptur Windsbraut  der Bildhauerin E. R. Nele.